# Виолетов генерал
„Виолетов генерал“ е музикална група в София, създадена през 1989 година.

## История
В началото включва 6 музиканти. Скоро след първите концерти остават само Емил Вълев и Евгений Генчев.
„Виолетов генерал“ е сред водещите авангардни формации от ню уейв вълната. Сходна е по стил на групите „Нова генерация“, „Мъртви поети“, „Абсолютно начинаещи“ – дарк ню уейв с меланхолично звучене. Същевременно се различават от тях със силно присъствие на пост-пънк и индъстриал елементи.
В периода 1989 – 1994 г. групата е много активна – за 5 години има над 50 самостоятелни концерта, турнета в Словакия и Австрия. Издава 3 албума и сборна компилация. През 1994 година се разпада, а Емил Вълев започва да работи с Росен Даскалов – Тийчъра в „Охолен живот“.
През 2012 година Емил Вълев под името „Виолетов генерал“ участва в концерта „Улица Нов живот“ в памет на Димитър Воев.

## Албуми

### „Двойник“ (1992)
1. Waiting
2. Меланхолия
3. Stranger's Song
4. Maybe
5. Двойник
6. Savior
7. With the Sea Wisards
8. Молитва
9. Важна операция

### „Д`Емо“ (1993)
1. Кралицата на нощта
2. Това, което мисля
3. Last Train
4. You Can't Change the Direction
5. Сън
6. The Break/Man's World
7. Под дъжда
8. Nothing Else to Do
9. Притиснат, но все пак жив

### „Разкази за София“ (1994)
1. Call Me
2. Понякога
3. The Counter
4. Slow Dancer
5. Цел
6. Чувам сигнала
7. Абраксас
8. My World
9. Стига плен
10. Моят път
11. Как ще бъде занапред

### „Колекция“ (2009)
1. Stranger’s Song
2. Maybe
3. Saviour
4. Хаотичен изгрев
5. Меланхолия
6. Под дъжда
7. Чужденец
8. Чувам сигнала
9. Стига плен
10. 18 март
11. Моят път
12. Абраксас
13. My World
14. Понякога
15. Rains Daughter

## Състав
- Емил Вълев
- Евгений Генчев – Джули